# Alexander Schäfer
Alexander Schäfer (* 27. Januar 1981 in Frankfurt am Main) ist ein ehemaliger deutscher Schauspieler. Er spielte von 1997 bis 1999 Alexander Hinze in der RTL-Seifenoper Gute Zeiten, schlechte Zeiten. Schäfer ist der Neffe von Markus Majowski.

## Filmografie
- 1996: Ein Mord auf dem Konto
- 1997–1999: Gute Zeiten, schlechte Zeiten als Alexander Hinze
- 1998: Eine Lüge zuviel als Krankengymnast